# Cerotainia nigra
Cerotainia nigra là một loài ruồi trong họ Asilidae. Cerotainia nigra được Bigot miêu tả năm 1878.